# Дан ІІ
Дан ІІ (рос. Dan al II-lea) господар Волоського князівства з династії Басарабів, що з 1422 по 1427 п'ять разів посідав престол.
Був сином господаря Дана I, прихильником союзу з Угорським королівством. Боровся за престіл з своїм двоюрідним братом Раду II Праснаглавом, сином Михайла І Басараба (молодший брат Дана І). Раду ІІ визнав себе васалом Османської імперії, займаючи престіл за їхньої допомоги. Дан ІІ за допомоги Сигізмунда I Люксембурга 1423 відбив два наступи турецького війська та розбив турецьке військо за Дунаєм біля Видина за допомогою кондотьєра Філіппо Сколарі. Після вбивства 1427 Раду ІІ закріпився на троні, але через міжусобицю Молдавське князівство захопило Білгород. Уклав 1428 мирний договір з Османською імперією, зберігши незалежність, але згодившись платити данину. Боровся з опозицією бояр. Загинув 1431 у бою з османами.